# Clément Aubert
Pour les articles homonymes, voir Aubert.
Clément Aubert est un acteur et metteur en scène français né à Paris.

## Biographie
Clément rentre en 2001 au Studio-théâtre d'Asnières dirigé par Jean-Louis Martin-Barbaz, il monte sur les scènes de théâtre un an plus tard dans la pièce Le Songe d'une nuit d'été tirée de la comédie William Shakespeare.
En 2004, il joue son premier rôle à la télévision dans la série Ma terminale de Stéphane Meunier aux côtés de Thomas Ancora et Alice Pol. L'année suivante, Clément joue dans la pièce Occupe-toi d'Amélie avec Caroline Beaune. Il est aussi membre de la compagnie Les Sans cou, il crée la pièce de théâtre Banquet à Barbarville sous la direction d’Igor Mendjisky au Théâtre de la main d'or à Paris.
En 2007, il obtient son premier rôle au cinéma dans le film Comme ton père de Marco Carmel au côté de Jean-Philippe Écoffey et joue dans pièce La lamentable tragédie du cimetière des éléphants d'Igor Mendjisky.
Entre 2008 et 2010 il obtient des rôles dans plusieurs court-métrage et continue sa carrière sur les planches avec les scènes Cabaret pour tes parents, Le Plus Heureux des trois de la comédie d'Eugène Labiche mis en scène par Igor Mendjisky.
En 2011, il joue dans la comédie théâtrale J'ai couru comme dans un rêve aux côtés de Romain Cottard. Il interprète Marc dans Itinéraire bis de Jean-Luc Perréard.
En 2013, Clément interprète Romain, un étudiant maladroit et timide dans la série What Ze Teuf et joue dans Les Yeux fermés de Jessica Palud.
En 2017, il joue dans la pièce de théâtre Notre crâne comme accessoire de Igor Mendjisky, et figure dans le téléfilm Mystère place Vendôme un ami de Jeanne, interprété par Marilou Berry.

## Filmographie

### Cinéma

#### Longs métrages
- 2007 : Comme ton père de Marco Carmel[3]: Un policier
- 2011 : Itinéraire bis de Jean-Luc Perréard : Marc
- 2013 : Les Yeux fermés de Jessica Palud : Gilles
- 2014 : Dans la cour de Pierre Salvadori
- 2018 : La Finale de Robin Sykes : homme visite appartement

#### Courts métrages
- 2008 : Les temps changent de Greg Ruggeri[11]
- 2009 : Calzone de Vincent Dos Reis[12]
- 2017 : La Valse à trois temps de Caroline Pascal[13]: Samuel

### Télévision
- 2001 : Nulle part ailleurs : sketches avec Axelle Laffont
- 2004 : Ma terminale de Stéphane Meunier[14] : Alexandre
- 2013 : What Ze Teuf[15] : Romain
- 2015 : Cherif (épisode à cœur ouvert)[16] : Nathan Colbert
- 2017 : Missions[17] : Simon Gramat
- 2017 : Mystère place Vendôme[10]: Jules
- 2016 : Lebowitz contre Lebowitz :
- 2018 : Au-delà des apparences d'Éric Woreth[18] : Benoît
- 2018 : Speakerine de Laurent Tuel[19] : Philippe Levèbvre
- 2019 : En Famille, (prime le 10 septembre 2019 sur M6) : Erwan
- 2019 : Les Murs du souvenir de Sylvie Ayme : Joseph
- 2019 : Tropiques criminels : Mathieu Laurentin
- 2020 : La Garçonne de Paolo Barzman : Max
- 2021-2024 : Face à face de July Hygreck et Julien Zidi : commandant Ludovic Marty
- 2022 : L'Art du crime, épisode Manet : Philippe Courrège
- 2024 : Les enragés d’Arbois de Laurence Katrian : Benjamin
- 2025 : Le Négociateur (saison 2, épisode 1 : Un enfant à tout prix) : Sylvain Dulong

### Web série
- 2017 : Doxa d'Alexandre Pierrin

### Publicité télévision
- 2007 : Renault
- 2007 : La française des jeux

## Théâtre

### Comédien
- 2002 : Le Songe d'une nuit d'été mis en scène Jean-Louis Martin-Barbaz
- 2002 : Lieux uniques mis en scène Patrick Simon[Lequel ?]
- 2002 : Textes de Lars Lauren et de Sénèque mis en scène Jean-Louis Martin-Barbaz
- 2005 : Banquet à Barbaville mis en scène Igor Mendjisky
- 2005 : Du rire aux larmes mis en scène Jean-Louis Martin-Barbaz
- 2005 : Occupe-toi d'Amélie mis en scène Jean-Louis Martin-Barbaz
- 2007 : La Lamentable Tragédie du cimetière des éléphants mis en scène Igor Mendjisky
- 2008 : Cabaret pour tes parents mis en scène Igor Mendjisky
- 2008 : Le Plus Heureux des trois mis en scène Igor Mendjisky
- 2009 : Hamlet mis en scène Igor Mendjisky
- 2009 : Rêve mis en scène Igor Mendjisky
- 2010 : Masque et Nez mis en scène Igor Mendjisky
- 2011-2013 : J'ai couru comme dans un rêve mis en scène Igor Mendjisky
- 2013 : Jean-Martin ou la Vie normale mis en scène par Benjamin Bellecour
- 2014 : Le Petit Nom de Renaud mis en scène Igor Mendjisky et Elise Roche
- 2017 : Notre crâne comme accessoire mis en scène Igor Mendjisky
- 2023 : Une histoire d'amour mis en scène par Alexis Michalik

### Metteur en scène
- 2009 : La Comité des gens presque extraordinaires (La Compagnie de ma sœur Ciné 13 et Tournée) Théâtre
- 2011 : J'ai toujours rêvé d'être une connasse (Festival des Mises en Capsules) Théâtre